# Cullison (Kansas)
Cullison es una ciudad ubicada en el de condado de Pratt en el estado estadounidense de Kansas. En el año 2010 tenía una población de 101 habitantes y una densidad poblacional de 202 personas por km².

## Geografía
Cullison se encuentra ubicada en las coordenadas 37°37′51″N 98°54′21″O / 37.63083, -98.90583 (37.630820, -98.905786).

## Demografía
Según la Oficina del Censo en 2000 los ingresos medios por hogar en la localidad eran de $20,625 y los ingresos medios por familia eran $31,250. Los hombres tenían unos ingresos medios de $26,000 frente a los $12,083 para las mujeres. La renta per cápita para la localidad era de $15,508. Alrededor del 9.9% de la población estaban por debajo del umbral de pobreza.